# جانی ویسمولر
جانی ویسمولر (به انگلیسی: Johnny Weissmuller) با نام اصلی یوهان پیتر وایس‌مولر (به آلمانی: Johann Peter Weißmüller) ورزشکار مرد رشتهٔ شنا و واترپلو و بازیگر آمریکایی زاده اتریش-مجارستان بود. وی بیشتر به‌خاطر ایفای نقش تارزان در فیلمهای دهه سی و چهل و ثبت یکی از بهترین رکوردهای شنای رقابتی مردان در قرن بیستم شناخته شده است.
او در مسابقات کشوری و بین‌المللی در مجموع برندهٔ ۱ مدال برنز شده‌است.
وی در بین سال‌های ‎۱۹۲۴ تا ۱۹۲۸ میلادی در مسابقات بازی‌های المپیک تابستانی در مجموع ۶ مدال، شامل ۵ مدال طلا و ۱ برنز را کسب کرد. او همچنین هفتمین بازیگری است که در نقش تارزان ظاهر شده‌است و نعرهٔ خاصی برای تارزان ابداع کرد که پس از او به عنوان «نعره تارزان» در خاطره‌ها ماند.

## بخشی از فیلم‌شناسی
از فیلم‌ها یا برنامه‌های تلویزیونی که وی در آن نقش داشته‌است می‌توان به آثار زیر اشاره کرد.
- تارزان مرد گوریلی (۱۹۳۲)
- تارزان و معشوقه‌اش (۱۹۳۴)
- تارزان و زن پلنگی (۱۹۴۶)
- کپی قاتل (۱۹۵۳)